# Richards Bay
Richards Bay (afrikaans: Richardsbaai) ist eine Stadt in der südafrikanischen Provinz KwaZulu-Natal. Sie gehört zur Gemeinde uMhlathuze im Distrikt King Cetshwayo. 2001 hatte sie 44.852 und 2011 57.387 Einwohner. Die Stadt liegt am Indischen Ozean etwa auf Meereshöhe. Hier befindet sich der Frachthafen Port Richards Bay.
Richards Bay wurde 1879 während des Ersten Burenkriegs von Sir Frederick Richards als Hafen gegründet. Richards war der Namensgeber der Stadt. 1969 bekam Richards Bay Stadtstatus.

## Wirtschaft

### Überblick
In Richards Bay sind vor allem der Hafen mit seinen Industrieanlagen und der Tourismus wichtige Wirtschaftsfaktoren. In der Nähe der Lagune von Richards Bay werden Dünen aus Schwermineralsanden mit Titanerzgehalt (Ilmenit) abgebaut.
Die Hafenanlagen zählen zu den größten der Welt. Landseitig beansprucht das Areal eine Fläche von 2157 Hektar zuzüglich 1495 Hektar Wasserfläche.
Im Jahr 1968 beschloss man, den Hafen mit einer Eisenbahnverbindung ins Inland zu versehen, weil der Ausbau von Industrieanlagen im Rahmen der Border-Industry-Politik der Apartheidregierung vorankam. Es wurde demzufolge eine Linie bis nach Empangeni geplant. 1976 wurde der Hafen zu einem Tiefwasserhafen ausgebaut mit Zuganschluss und einer Öl- und Gas-Pipeline nach Johannesburg.
In Richards Bay befindet sich der Verwaltungssitz des überregionalen Wasserversorgers Mhlathuze Water.

### Kohleterminal und seine Verkehrsverbindungen
Das Kohleterminal (Richards Bay Coal Terminal) des Hafens begann am 1. April 1976 zu arbeiten und ist die weltweit größte Verladeanlage für Kohle. Seine Entstehung verdankt es langfristigen Verträgen zwischen südafrikanischen Kohlebergwerken und der japanischen Stahlindustrie.
Über einen langen Zeitraum haben sich die Eisenbahnverbindungen aus dem Inland zum Hafen zu sehr leistungsfähigen Transportrouten mit großer Bedeutung für die Nationalökonomie Südafrikas entwickelt. Zwischen 1946 und 1950 entstanden Teilstrecken von Ogies bis Broodsnyersplaas. In den 1970er Jahren plante und baute Südafrika an dem Richards Bay Coal Line Project weiter, womit das Ziel eines Kohlentransportes von Mpumalanga zu einem eigenen südafrikanischen Hafen verfolgt wurde. Zuvor war eine Schiffsverladung vorzugsweise im portugiesisch verwalteten Lourenço Marques möglich. Als Mosambik 1975 in die Unabhängigkeit ging, war dieser Transportweg für Südafrika politisch unsicher geworden.
Heute (2013) verläuft die 580 Kilometer lange doppelgleisige Strecke der Richards Bay Coal Line aus den Kohleabbaugebieten der Witbank-Region über Blackhill, Ogies, Ermelo, Piet Retief und Vryheid East nach Richards Bay. Die Eisenbahnlinie erforderte den Bau von 137 Brücken und 37 Tunneln. Die südafrikanische Gütertransportsparte Transnet Freight Rail des staatlichen Unternehmens Transnet plante 2010 einen weiteren Ausbau der Zulieferungslinien mit einem Budget von 15,4 Milliarden Rand.

### Aluminiumindustrie
In Hafennähe gibt es eine Aluminiumhütte. Die Herstellung von Aluminium basiert auf dem Import von Bauxit, weil Südafrika über keine solchen Lagerstätten verfügt. Seit 1971 führt die Firma ALUSAF, eine Gründung der Industrial Development Corporation, den erforderlichen Rohstoff aus Australien ein.

### Phosphatindustrie und ihre Verkehrsverbindungen
Das Unternehmen Triomf Kunsmis begann in Richards Bay 1976 mit der Verarbeitung von aus Phalaborwa stammenden Phosphatrohstoffen zu Phosphorsäure. Aus Triomf wird 1984 Indian Ocean Fertiliser (IOF), das ab 1987 schrittweise von FOSKOR, dem südafrikanischen Hauptproduzent für Phosphatprodukte, aufgekauft wird und 2001 unter dem Namen Foskor Richards Bay arbeitet. Hier wird neben Phosphorsäure und Phosphatgranulaten aus Diammoniumphosphat (DAP) und Monoammoniumphosphat (MAP) für Düngemittel auch Schwefelsäure produziert. Hauptabnehmerländer der Produkte sind Indien, Japan, Mexiko, Niederlande, Bangladesch und Dubai. Heute (2013) gelangen 84 Prozent der in Phalaborwa aufbereiteten Phosphatkonzentrate nach Richards Bay. Das Werk beschäftigte 2010 über 600 Mitarbeiter.
Die Verbindung des Bergbaugebietes um Phalaborwa mit Richards Bay über eine östlich verlaufende Bahnlinie erforderte einen Streckenneubau innerhalb Eswatinis, der sich infolge der politischen Entwicklung im südlichen Afrika in einzelnen Abschnitten ergab. Wenige Jahre nach der Unabhängigkeit Mosambiks und nach Beginn des Mosambikanischen Bürgerkriegs wurde am 1. November 1978 der erste Streckenabschnitt zwischen dem südafrikanischen Grenzort eGolela, mit Anschluss an das südafrikanische Streckennetz, bis zu einem Eisenbahnknotenpunkt bei Phuzumoya etwa 6 Kilometer östlich von Siphofaneni in Eswatini errichtet. Hier führte eine bereits früher erbaute Teilstrecke, die einstmals den Zugbetrieb über die östliche Grenze weiter nach Mosambik ermöglichte, nach Norden.
Der notwendige und bisher fehlende nördliche Streckenabschnitt zweigt einige Kilometer nördlich des Ortes Mpaka von der alten Eisenbahnstrecke ab und führte nun bis in die Nähe der südafrikanischen Grenze bei Tshaneni, weiter parallel mit den Lebombobergen und eines Abschnittes der Grenze zwischen Südafrika und Mosambik bis nach Komatipoort. Sie ging am 14. Februar 1986 in Betrieb. In Komatipoort bestand zu diesem Zeitpunkt wieder Anschluss an das bisherige südafrikanische Streckennetz. Seit dieser Teilstreckeneröffnung im Netz der Eswatini Railways (bis 2018 Swaziland Railway) können Wirtschaftsgüter aus dem Norden, beispielsweise von Simbabwe, Sambia und den östlichen Landesteilen Südafrikas zu den Häfen Richards Bay und Durban transportiert werden.

### Tourismus
Der Tourismus ist ebenfalls eine wichtige Einnahmequelle. Es werden viele Möglichkeiten für Natursport angeboten, darunter Surfen und Fischen. Außerdem liegt Richards Bay in unmittelbarer Nähe des Zululands mit seinen vielen kulturellen und Natursehenswürdigkeiten.
Ein weiteres wichtiges Freizeitangebot ist das Richards Bay Game Reserve. Der Wildpark befindet sich in einer Lagune und bietet Wasservögeln, Flusspferden und Krokodilen und anderen Tieren Schutz, die vor Einrichtung des Parks stark bejagt wurden. Die Artenvielfalt des Parks wächst ständig, insbesondere bei den Vögeln. Außerdem ist die Lagune ein wichtiger Laichplatz für viele Fische.
2012 erhielt das Science Center Unizul dauerhaft die Ausstellung Weltenbummel (2003) des Grazer Kindermuseums Frida und Fred.

## Töchter und Söhne der Stadt
- Heidi Dalton (* 1995), Radrennfahrerin